# Gerald Aungier
Gerald Aungier (?- 1677) fue el segundo gobernador de Bombay. Fue convertido en presidente de la fábrica Surat y gobernador de Bombay en 1672, puestos que mantuvo hasta 1675. Fue el responsable del crecimiento inicial de la ciudad.
Aunque el rey portugués había cedido todas las islas de Bombay al rey británico Carlos II de Inglaterra, los portugueses en India se rehusaron a entregar el territorio. No fue sino hasta 1675 que Aunguier tomó posesión efectiva de Colaba y la Isla de la Mujer vieja, completando de ese modo la transferencia del poder a los británicos. Su plan de fortalecer la isla principal, desde Dongri en el norte hacia la bahía, tuvo que esperar hasta 1715 para ser completado, cuando Charles Boone se convirtió en el gobernador del pueblo.
Ofreció varios incentivos a viajeros experimentados y comerciantes para establecer negocios en Bombay. Sus ofertas fueron lo suficientemente atractivas como para atraer a comerciantes y artesanos de Gujarat a establecerse en el nuevo poblado. El resultado fue el primer gran aumento en la población de Bombay. Entre 1661 y 1675 la población se multiplicó por seis. 
En 1669, el Gobernador Aunguer formó la milicia con jóvenes Bhandari para tratar con las bandas callejeras que asaltaban a marinos. De ese modo, la Milicia de Bhandari fue el primer establecimiento policíaco de Bombay durante la India Británica.
Fue durante su primera gobernación, en 1670, que la primera imprenta fue importada y comenzó a funcionar en Bombay.